# Christiane Lack
Pour les articles homonymes, voir Lack.
Christiane Lack est une chef-monteuse française, née le 1er janvier 1939 à Paris.

## Biographie
Christiane Lack est une ancienne élève de l'IDHEC, dix huitième promotion entrée en 1961.

## Filmographie
- 1966 : Le Père Noël a les yeux bleus de Jean Eustache
- 1975 : Histoire d'aller plus loin de Jérôme Kanapa et Bernard Paul
- 1975 : L'important c'est d'aimer de Andrzej Żuławski
- 1977 : Dernière sortie avant Roissy de Bernard Paul
  - Moi, fleur bleue de Éric Le Hung
- 1979 : Plurielles de Jean-Patrick Lebel
- 1980 : Fernand de René Féret
- 1983 : Tout le monde peut se tromper de Jean Couturier
- 1983 : Itinéraire bis de Christian Drillaud
- 1983 : La Scarlatine de Gabriel Aghion
- 1984 : Nasdine Hodja au pays du business de Jean-Patrick Lebel
- 1985 : Oriana de Fina Torres
- 1987 : O Desejado de Paulo Rocha
- 1988 : Mortu Nega de Flora Gomes
  - Notes pour Debussy - Lettre ouverte à Jean-Luc Godard
- 1990 : La Campagne de Cicéron de Jacques Davila
- 1991 : Le Peloton d'exécution (TV)
- 1992 : Rome Roméo
- 1994 : Lumière noire de Med Hondo
  - Les Romantiques de Christian Zarifian
- 1995 : Mécaniques célestes de Fina Torres
- 1996 : Po di Sangui de Flora Gomes
- 1997 : Fools
- 1998 : Philippe Garrel - Portrait d'un artiste, série Cinéma, de notre temps (série TV)
- 1999 : Calino Maneige de Jean-Patrick Lebel
- 2001 : États de service (documentaire)
- 2002 : Matisse-Picasso (TV)
- 2003 : L'Hôpital (court métrage)
  - L'Hôtel (court métrage)
  - Bien entendu (court métrage)
  - À un cheveu près (court métrage)
  - Bien joué (court métrage)
  - Bien dit (court métrage)
  - Terminus (court métrage)
  - L'amour est aveugle (court métrage)
- 2004 : À poil ! (court métrage)
  - Cachez-moi! (court métrage)
  - J'ai peur, j'ai mal, je meurs (court métrage)
  - Personnes en danger (court métrage)
  - Saint Joseph, priez pour nous... (court métrage)
- 2005 : Séquences mongoles (documentaire)
  - La Petite Jérusalem de Karin Albou
- 2007 : On dirait que...
- 2009 : Marching Band de Claude Miller
- 2010 : Je m'appelle Garance de Jean-Patrick Lebel

## Prix et nominations
- Césars 1976 : nomination au César du meilleur montage pour L'important c'est d'aimer d'Andrzej Żuławski